# 興仁水庫
興仁水庫為一座位在臺灣澎湖縣馬公市近郊菜園濕地旁的水庫，興建於1978年4月18日開工（民國67年），隔年6月完工，其主要儲水之目的在於供給澎湖縣的自來水，當前的管理單位是臺灣自來水公司第七局管理處。

## 水庫參數

### 儲水池
- 管理機關：自來水公司第七區管理處[1]
- 計畫標的：公共給水
- 位置：澎湖縣馬公市
- 水源來源：雙港溪
- 水庫集水面積：2.27 平方公里
- 正常蓄水位標高：11公尺（最高洪水位標高11.5公尺）
- 滿水位面積：15公頃
- 總蓄水量：678,000立方公尺
- 計畫有效蓄水量：637,000立方公尺
- 計畫效益：供應澎湖地區公共給水
- 計畫年供水量：817,000立方公尺

### 構造物

#### 大壩
- 壩型：混凝土重力壩
- 壩頂標高：13公尺
- 最大壩身高度：13 公尺
- 壩頂長度：232公尺
- 壩頂寬度：2公尺
- 洩洪道類型：自由溢流堰[2]

#### 取水工
- 自來水取水量：2238CMD
- 抽水機組

## 周遭景點
- 菜園濕地
- 澎湖國家風景區
- 馬公港
- 湖西拱北砲台

## 資料來源
1. ↑  . 沿著菊島旅行.   [2015年6月23日]. （原始内容存档于2004年12月8日）.
2. ↑  . 植根法律網.   [2015年6月23日]. （原始内容存档于2019年8月19日）.

- 澎湖縣政府旅遊處-興仁水庫